# الألمانية السوابية
السوابية () هي واحدة من مجموعات اللهجات الألمانية الأليمانية التي تنتمي إلى سلسلة اللهجات الألمانية العليا. تستخدم هذه اللهجة بشكل رئيسي في منطقة سوابيا (شوابيا) الواقعة في وسط وجنوب شرق منطقة بادن فورتمبيرغ (بما في ذلك عاصمتها شتوتغارت ومنطقة الجورا السوابية) والجنوب الغربي من منطقة بافاريا (سوابيا البافارية). إضافة إلى ذلك فان سكان القوقاز الألمان يتحدثون اللهجات الألمانية السوابية في ترانسلفانيا. تعتبر لهجات ساكنة الدانوب السوابية في المجر ويوغوسلافيا السابقة ورومانيا سوابية بالاسم لاغير، ويمكن ربطها ليس فقط باللهجة السوابية بل أيضًا باللهجات الفرانكونية والبافارية الألمانية الهسية، وذلك مع تأثير للهجات السوابية الأولية تتفاوت درجاته محليًا.

## بعض المواصفات
قد يلاقي المتحدثون باللغة الألمانية المعيارية صعوبة في فهم اللهجات السوابية، وذلك بسبب طريقة نطقها، وقواعدها، ومفرداتها، التي تختلف جزئيًا عن الألمانية المعيارية. على سبيل المثال، فان المصطلح الألماني المعياي الذي يشير إلى «مربى الفراولة» هو Erdbeermarmelade ، بينما في السوابية يطلق عليه اسم Bräschdlingsgsälz .
في عام 2009، وفي الاستطلاع لقراء مجلة أخبار شتوتجارت التي تعتبر أكبر صحيفة في مدينة شتوتغارت، تم اختياركلمة Muggeseggele (وهي تعبير اصطلاحي سوابي)، التي تعني حرفيا كيس الصفن الخاص بالذبابة، كأجمل كلمة سوابية، اعتبرت جد متطورة مقارنة بأي مصطلح آخر. ويستخدم التعبير بطريقة ساخرة لوصف وحدة قياس صغيرة ويعتبر ملائما للاستخدام أمام الأطفال الصغار (مقارنة مع عبارة "Bubenspitzle"). وقد تضمن موقع الأطفال الإذاعي الألماني Kindernetz الخاص بالإذاعة الألمانية SWR ، شرحا لمعنى كلمة Muggeseggele في قاموس السوابية الخاص به في المسلسل التلفزيوني السوابي Ein Fall für BARZ

## الخصائص
- تُستخدم نهاية "-ad" في الأفعال بصيغة الجمع لضمير المتكلم. (على سبيل المثال، فإن جملة «نحن نذهب» يشار إليها ب "mir gangad" بدلاً من "wir gehen wir gehen" التي نجدها في الألمانية المعيارية)
- كما هو الحال في اللهجات الأليمانية الأخرى، فان نطق "s" إذا كانت قبل "t" و"p" هو [ʃ] (على سبيل المثال، فإن كلمة Fest (والتي تعني حفلة)، تنطق Feschd.)
- يقع زمن انطلاق الصوت الخاص بالصوامت الإنفجارية في موضع متوسط تقريبًا بين الصوائت الإنفجارية والصوامت الإنفجارية. يمكن ملاحظة هذا الاختلاف بشكل كبير في الصوامت الإنفجارية، مما يجعلها مشابهة جدًا أو غير قابلة للتمييز عن الصوائت الإنفجارية:

| من "ت" إلى "د" | من "ت" إلى "د" | من "پ" إلى "ب" | من "پ" إلى "ب" |
| -------------- | -------------- | -------------- | -------------- |
| ألمانية        | سوابية         | ألمانية        | سوابية         |
| تاشه (حقيبة)   | داش            | پوتسن (تنظيف)  | پوتسا          |
| تاغ (يوم)      | داغ            | پاپا (أبي)     | بابا           |

- من السمات الواضحة في اللغة الألمانية نجد إضافة اللاحقة "le" اللتي تفيد التصغير إلى العديد من الكلمات. عند إضافتها، تصبح أداة تعريف الاسم تلقائيًا "das" في اللغة الألمانية، كما هو الحال في الألمانية المعيارية. وأما بالنسبة للسوابية، فإن زائدة "-le" تلعب نفس الدور ل "-lein" أو "-chen" التي نجدها في اللغة الألمانية المعيارية، الا أنها تستغدم بشكل أكثر في السوابية. فمثلا عبارة «منزل صغير» هي Häuschen باللغة الألمانية المعيارية و Heisle في السوابية. في بعض المناطق، يتم استخدام "-la" للجمع. (على سبيل المثال، Heisle قد تصبح Heisla، وSpätzle تصبح Spätzla.) العديد من الألقاب في اللهجة السوابية تنتهي بـ "-le".

| ألمانية      | سوابية |
| ------------ | ------ |
| تسوغ (قطار)  | تسيغل  |
| هاوس (منزل)  | هايزل  |
| كيرل (شاب)   | كيرله  |
| ميدشن (فتاة) | ميدل   |
| باوم (شجرة)  | بايمل  |

- تنطق أدوات التعريف (der، die and das) غالبًا "dr" و"d" و"s" (مثلا "s Haus" بدل "das Haus")
- في بعض الأحيان يتم حذف "ch" أو استبدالها. لذا فان الضمائر "ich"، و"dich"، و"mich" تتحول إلى الأشكال الآتية "i"، و "di"، و"mi".
- الحروف المتحركة:

| ألمانية                 | سوابية      | مثال (ألمانية= سوابية)         |
| ----------------------- | ----------- | ------------------------------ |
| a قصيرة [[[\|a]]]       | [[[\|a]]]   | machen = macha                 |
| a طويلة [[[\|aː]]]      | [[[\|ɔː]]]  | schlafen = schlofa             |
| e قصيرة [[[\|ɛ]]]       | [[[\|e]]]   | Mensch, fest = Mentsch, fescht |
| e قصيرة [[[\|ɛ]]]       | [[[\|ɛ]]]   | Fest = Fäscht                  |
| e طويلة [[[\|eː]]]      | [ɛa̯]        | leben = läaba                  |
| o قصيرة [[[\|ɔ]]]       | [[[\|ɔ]]]   | Kopf = Kopf                    |
| o طويلة [[[\|oː]]]      | [aʊ̯]        | hoch، schon = hau، schau       |
| ö قصيرة [[[\|œ]]]       | [[[\|e]]]   | können، Köpfe = kenna، Kepf    |
| ö طويلة [[[\|øː]]]      | [[[\|eː]]]  | schön = schee                  |
| i قصيرة [[[\|ɪ]]]       | [[[\|e]]]   | in = ar                        |
| i طويلة (أي) [[[\|iː]]] | [ia̯]        | nie = nia                      |
| ü قصيرة [[[\|ʏ]]]       | [[[\|ɪ]]]   | über = iber                    |
| ü طويلة [[[\|yː]]]      | [ia̯]        | müde = miad                    |
| u قصيرة [[[\|ʊ]]]       | [[[\|ɔ]]]   | und = ond                      |
| u طويلة [[[\|uː]]]      | [ua̯]        | gut = guat                     |
| ei [aɪ̯]                 | [ɔa̯] ، [ɔɪ̯] | Stein = Schdoa/Schdoi          |
| ei [aɪ̯]                 | [a̯i]        | mein = mei                     |
| au [aʊ̯]                 | [aʊ̯]        | laufen = laofa                 |
| au [aʊ̯]                 | [a̯u]        | Haus = Hous                    |
| eu [ɔʏ̯]                 | [a̯i] ، [ui̯] | Feuer = Feijer / Fuijer        |

في العديد من المناطق، تنطق اللهجة السوابية بنغمة متميزة تلاحظ أيضًا عندما يتكلم السوابيون اللغة الألمانية المعيارية. وتحتوي اللهجة السوابية على فونيم لثوي احتكاكي /s/ واحد، وهو نفسه موجود في معظم اللهجات الجنوبية الأخرى.ومعظم المتحدثين بالسوابية لا يدركون الفرق بين /s/ و/z/ ولا يحاولون التفريق بين هذين الفونيمين عندما يتحدثون الألمانية القياسية.
تضفي الصوائت الانفجارية، واللثويات الغارية إضافة إلى الاستعمال المتردد للاحقة "I"، على اللهجة السوابية طابعا من «اللين» و«الخفة» قد تبدوفي تباين واضح مع اللهجات الألمانية المستخدمة في الشمال.

## الفونولوجيا

### الحروف الساكنة
|                    | شفوي | لثوي | للثوي غاري | غاري | طبقي  | لهوي | حلقي / حنجري |
| ------------------ | ---- | ---- | ---------- | ---- | ----- | ---- | ------------ |
| صامت انفجاري       | p b  | t d  |            |      | k ɡ   |      |              |
| صامت موقوف احتكاكي | b̥f   | d̥s   | (d̥ʃ)       |      |       |      |              |
| اصامت أنفي         | m    | n    |            |      | ŋ     |      |              |
| صامت احتكاكي       | f v  | s    | ʃ          | (ç)  | (x (ɣ | ʁ    | ʕ) h)        |
| شبه صامت           |      | l    |            | j    |       | ʁ    |              |

- في أغلب الأحيان تكون الصوامت الانفجارية مزفورة (aspirated)، مثلا: [pʰ tʰ kʰ] .
- غالباما تكون ألوفونات الفونيم / ʁ / أصواتا بلعومية أو حلقية، وقد تضعف لتصيرشبه صامتة، مثلا: [ʕ] [ɣ] [ʁ̞].
- ينطق الصوت [ ç ] في شكل ألوفون بين صائتين (intervocalic) لـلفونيمات /x ، h/.[4]

### الحروف المتحركة
|                  | مصوت أمامي | مصوت أمامي | مصوت مركزي | مصوت مركزي | مصوت خلفي | مصوت خلفي |
| قصير             | طويل       | قصير       | طويل       | قصير       | طويل      |           |
| ---------------- | ---------- | ---------- | ---------- | ---------- | --------- | --------- |
| مصوت مغلق        | ɪ~i        | iː         |            |            | u         | uː        |
| مصوت متوسط مغلق  | e          | eː         | ə          |            | o         | oː        |
| مصوت متوسط مفتوح | ɛ          | ɛː         | (ɐ)        |            | ɔ         | ɔː        |
| مصوت مفتوح       |            |            | a          | aː         |           |           |

- قد ينطق الفونيم / a / ك[ ɐ ]، إذا لحقه ساكنً أنفيً عندما يُطَوّل الفونيم / a / قبل صوت ساكن أنفي ينطق [ʌː]
- قد ينطق الفونيم / ə / ك [ ʌ ] إذا لحقه / r /.[5]

|            | مصوت أمامي | مصوت مركزي | مصوت خلفي |
| ---------- | ---------- | ---------- | --------- |
| مصوت مغلق  | iə         |            | uə ui     |
| مصوت متوسط | eə         | əi         | əu ، ɔe   |
| مصوت مفتوح | ae         |            | ao        |

## التصنيف والتباين
تصنف اللهجة السوابية كلهجة أليمانية، والتي تنتمي بدورها إلى نوعين من اللهجات الألمانية العليا (باعتبار النوع الأول هو البافارية). والرمزاللغوي ISO 639-3 لـلسوابية هو swg.

ملصق يقول: «يمكننا فعل كل شيء. باستثناء [التحدث] بالألمانية المعيارية.»

تتضمن اللهجة السوابية العديد من اللهجات الفرعية، ولكل منها اختلافاتها الخاصة. يمكن تصنيف هاته اللهجات الفرعية حسب اختلافها في بناء صيغة الماضي التام لفعل 'sein' (كان) حيث تكون اما gwäa أو gsei. حيث تعتبرمجموعة لهجات Gsei أقرب إلى اللهجات الأليمانية الأخرى، مثل الألمانية السويسرية. ويمكن أيضا تقسيمها إلى جنوب شرق سوابية وغرب سوابية وسوابية وسطى.

## الاعتراف في وسائل الإعلام

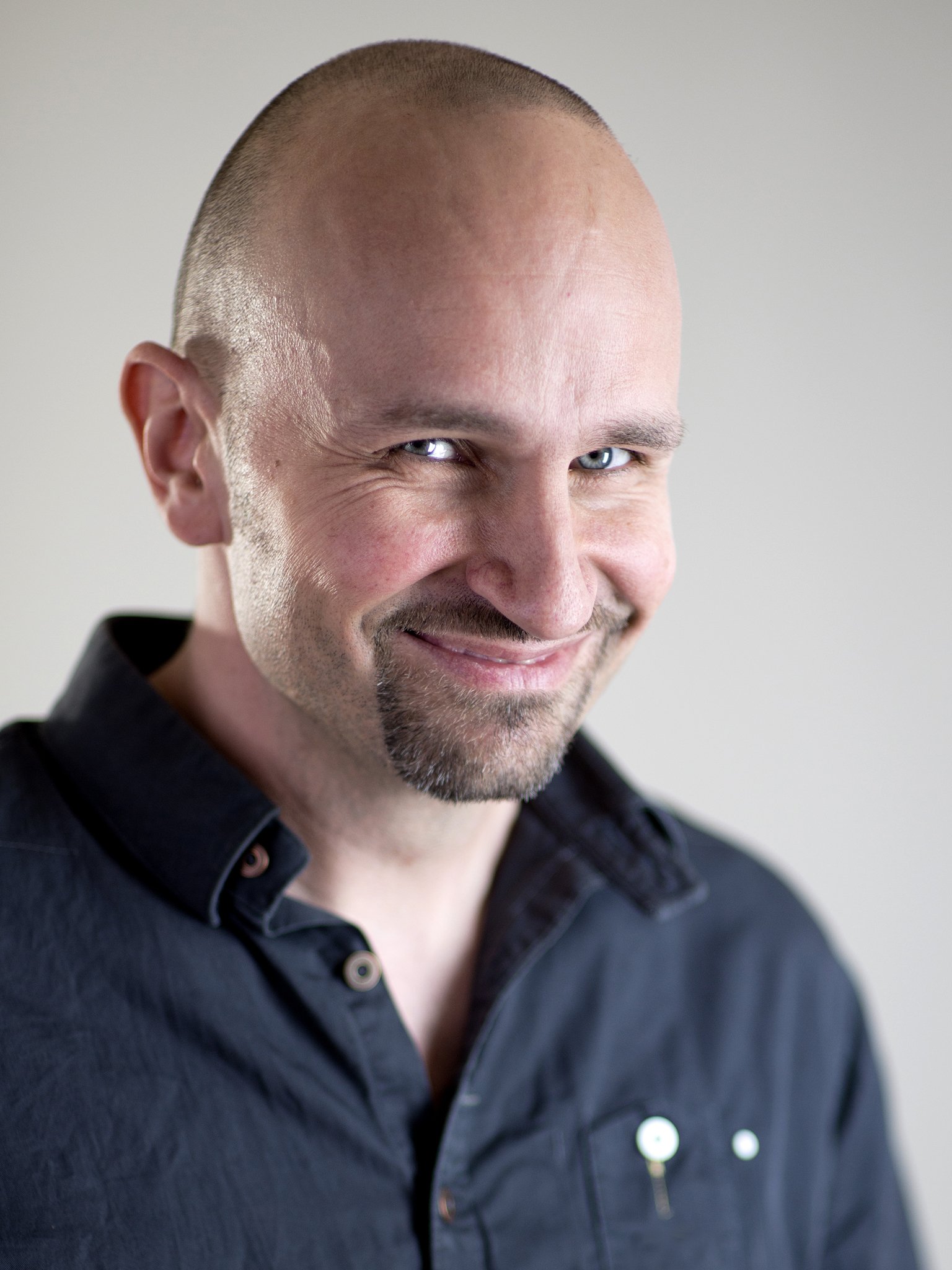
دومينيك كون (2012)

أطلقت غرفة تجارة بادن فورتمبيرغ حملة إعلانية تحت شعار "Wir können alles. Außer Hochdeutsch. الذي يعني "يمكننا [فعل] كل شيء. باستثناء [التحدث] بالألمانية المعيارية "لتعزيز فخر السوابين بلهجتهم وإنجازاتهم الصناعية. الا أنها قد فشلت في إقناع الألمان الشماليين  ومنطقة بادن المجاورة. أصبح دومينيك كوهن (دودوكاي) مشهورًا في ألمانيا عبر مقاطع فيديو سوابية مدبلجة من طرف الهواة،  تتضمن دبلجة لاراك أوباما وآخرين مصحوبة بغناء باللهجة السوابية نص منقح.

## بعض المؤلفين باللهجة السوابية
- سيباستيان سيلر (1714–1777)
- أغسطس لاميل (دي) (1876-1962)
- جوزيف إيبرل (مثل سيباستيان بلاو) (دي) (1901-1986)
- ثاديوس ترول (1914-1980)
- هيلموت ج.هاسيس (مواليد 1942)
- بيتر شلاك (دي) (مواليد 1943)
- جيرهارد راف (مواليد 1946)

1. ↑   https://www.ethnologue.com/18/language/swg/. {{استشهاد ويب}}: |url= بحاجة لعنوان (مساعدة) والوسيط |title= غير موجود أو فارغ (من ويكي بيانات) (مساعدة)
2. ↑  [https://www.goethe.de/ins/ge/de/index.html%22Geschichte+der+deutschen+Siedler+im+Kaukasus+-+Leben+in+Georgien+-+Goethe-Institut+2019%22.+www.goethe.de.+مؤرشف+من+الأصل+في+2020-01-13.+اطلع+عليه+بتاريخ+2019-01-30.
3. ↑  Gehl, Hans. "Donauschwäbische Dialekte, 2014". www.sulinet.hu (بالألمانية). Sulinet Program Office (Hungary) in cooperation with the Ministry of Education. Archived from the original on 2017-05-28. Retrieved 2019-01-30.
4. ↑  Russ، Charles V. J. (1990). Swabian. The Dialects of Modern German: a Linguistic Survey: Routledge. ص. 337–363.
5. ↑  Frey، Eberhard (1975). Stuttgarter Schwäbisch: Laut- und Formenlehre eines Stuttgarter Idiolekts. Deutsche Dialektgeographie, 101: Marburg: Elwert. ص. 8-45.{{استشهاد بكتاب}}:  صيانة الاستشهاد: مكان (link)
6. ↑  Code for Swabian German (swg)
7. ↑  Noble, Cecil A. M. (1983). Modern German dialects New York [u.a.], Lang, p. 63.
8. ↑  Baden-Württemberg Chamber of Commerce نسخة محفوظة 2007-11-10 على موقع واي باك مشين.
9. ↑  Diskriminiteer Dialekt Armes Süddeutsch FAZ 2013 نسخة محفوظة 2 يناير 2014 على موقع واي باك مشين.
10. ↑  Graham، Dave (14 أكتوبر 2010). "Star Wars dub sends jobbing ad man into orbit". Reuters. مؤرشف من الأصل في 2015-09-24.
11. ↑  Barack Obama Schwäbisch - Rede Berlin 2013 - dodokay نسخة محفوظة 11 مارس 2016 على موقع واي باك مشين.

## المؤلفات
- Streck, Tobias (2012). Phonologischer Wandel im Konsonantismus der alemannischen Dialekte Baden-Württembergs : Sprachatlasvergleich, Spontansprache und dialektometrische Studien (بالألمانية). Stuttgart: Steiner. ISBN:978-3-515-10068-7.
- Cercignani، Fausto (1979). The consonants of German : synchrony and diachrony. Milano: Cisalpino-Goliardica. LCCN:81192307.